# 미 타임
《미 타임》(영어: Me Time)은 미국에서 제작된 존 햄버그 감독의 2022년 버디 코미디 영화이다. 케빈 하트, 마크 월버그 등이 출연하였다.

## 출연
- 케빈 하트
- 마크 월버그
- 리지나 홀
- 루이스 헤라르도 멘데스
- 지미 O. 양
- 존 에이모스
- 애나 마리아 호스퍼드
- 드루 드로기
- 타지 모리
- 칼로 로타
- 다이앤 델러노
- 실